# Monteils, Aveyron
 Monteils  là một xã ở tỉnh Aveyron, thuộc vùng Occitanie ở miền nam nước Pháp.